# Масленников Ярослав Олександрович
Ярослав Олександрович Масленников (23 квітня 1982, м. Рибінськ, СРСР) — білоруський хокеїст, захисник. Виступає за «Шахтар» (Солігорськ) у Білоруській Екстралізі. Майстер спорту.
Вихованець хокейної школи «Динамо» (Мінськ). Виступав за «Торпедо» (Ярославль), «Полімір» (Новополоцьк), «Динамо» (Мінськ), «Хімік-СКА» (Новополоцьк), ХК «Гомель», «Німан».
У складі національної збірної Білорусі провів 13 матчів (0+2). У складі молодіжної збірної Білорусі учасник чемпіонату світу 2002.
Досягнення
- Бронзовий призер чемпіонату Білорусі (2010).